# اوریک ایر
اوریک ایر (به انگلیسی: Auric Air) یک شرکت هواپیمایی با کد یاتا UI است که در ۲۰۰۱ میلادی تأسیس شده و در ۲۰۰۱ فعالیتش را آغاز کرده است. دفتر مرکزی اوریک ایر در موانزا، تانزانیا واقع شده است و قطب این شرکت هواپیمایی در فرودگاه موانزا قرار دارد و به ۲۴ مقصد، پرواز انجام می‌دهد.